# Château de l'Abbé
Le château de l'Abbé est un château situé à Ventenac-Cabardès, en France.

## Localisation
Le château est situé sur la commune de Ventenac-Cabardès, dans le département français de l'Aude en Occitanie.

## Historique
L'édifice est inscrit au titre des monuments historiques en 1951.